# Preußen (Schiff, 1891)
Das Dreimast-Vollschiff Preußen  lief am 23. Mai 1891 bei der Hamburger Werft Blohm & Voss mit der Baunummer 81 für die Reederei F. Laeisz als Frachtsegler vom Stapel.

## Beschreibung
Das Schiff wurde mit 1.773 (1.761 nach FL) BRT/1.670 NRT vermessen, war 97 Meter  über alles lang (nach anderen Angaben: L 79,7 m, B 12,3 m, T 6,8 M),
Die Indienststellung erfolgte am 13. Juli 1891. Die Kapitäne: Carl Emil Friedrich Jürgen Bahlke (1891–1893), Hinrich Schmidt (1893–1896), Boye Richard Petersen (1897–1901, später erster Kapitän des Fünfmastvollschiffes gleichen Namens), C. E. F. J. Bahlke (1902–1903), Albert Schütt (1904–1906) und Eduard Paulsen (1907–1909) führten das schnelle Schiff (Etmal 350 sm, Reise Iquique–Valparaíso 65 Tage unter Kapt. R. B. Petersen 1900). Bis auf eine Brasilienreise war das Ziel die chilenischen Salpeterhäfen (siehe auch Geschichte Chiles#Salpeter).
Nachdem im Jahre 1902 das neue Fünfmastvollschiff den Namen Preußen erhalten sollte, wurde die bisherige Namensträgerin am 4. September 1902 in Posen (nach der gleichnamigen Stadt im heutigen Polen, damals Hauptstadt der preußischen Provinz Posen) umbenannt.
Am 14. Oktober 1909 ging die Posen auf einer Reise von Hamburg nach Valparaíso im Südatlantik 250 sm östlich der Küste von Pernambuco durch einen Brand verloren (Position). Sie hatte unter anderem Dynamit, Fett und Öl geladen. Der Brand war trotz des Überbordwerfens der Dynamitkisten nicht mehr zu löschen. Kapitän Eduard Paulsen und seine Mannschaft konnten vom schottischen Dampfer Earl of Carrick (Heimathafen Glasgow) aus den Rettungsbooten geborgen und nach Rio de Janeiro gebracht werden.